# Lagerhägg
Lagerhägg, Prunus laurocerasus, är en vintergrön 5 – 15 m hög buske eller träd, som härstammar från Medelhavsområdet, men som även odlas som prydnadsväxt över stora delar av världen. Sitt namn har den fått på grund av sina stora likhet med lagerträdet, nämligen genom de glänsande, läderartade, avlånga tandade bladen.

## Egenskaper
Bladen har i friskt tillstånd en svag, om bittermandel påminnande doft, vilket försvinner vid torkning. Smaken är aromatisk, men bitter och sträv. De innehåller en amygdalin närstående cyanogen glykosid, laurocerasin, som när bladen läggs i vatten övergår till blåsyra.
Växtens blad är giftiga, men de körsbärsliknande bären är ätliga, dock med ganska intetsägande smak. Bärens kärna är emellertid även den giftig.

## Användning
I juni – juli samlas bladen in och läggs i vatten och därefter destilleras, varvid erhålls en blandning av vatten och en flyktig olja, lagerkörsvatten. Denna kan användas som utgångsmaterial för framställning av den rena flyktiga oljan Aetheroleum Laurocerasi, som används vid parfymtillverkning.[källa behövs] Den har också viss farmakologisk användning.[källa behövs]
Bladen kommer också till användning som ersättning för äkta lagerblad vid kransbindning, dekorationer m.m.